# Wapen van Mantgum

Wapen van Mantgum

Het wapen van Mantgum is het dorpswapen van het Nederlandse dorp Mantgum, in de Friese gemeente Leeuwarden. Het wapen werd in 2001 geregistreerd.

## Beschrijving
De blazoenering van het wapen in het Fries luidt als volgt:
yn read in op de trochsnijingsline swimmende swan mei opslaande wjukken fan sulver, yn it skyldhaad beselskippe fan in gouden seispuntige stjer; in weagjende blauwe skyldfoet, belein mei in sulveren leelje.
De Nederlandse vertaling luidt als volgt: 
in rood een op de doorsnijdingslijn zwemmende zwaan met opslaande wieken van zilver, in het schildhoofd vergezeld van een gouden zespuntige ster; een golvende blauwe schildvoet, belegd met een zilveren lelie.
De heraldische kleuren zijn: keel (rood), zilver (zilver), goud (goud) en azuur (blauw).

## Symboliek
- Zespuntige ster: Mantgum was eertijds de hoofdplaats van de gemeente Baarderadeel.[2]
- Kleurstelling: eveneens een verwijzing naar Mantgum als hoofdplaats van Baarderadeel.[2]
- Zwaan: duidt op het recht van zwanendrift dat verbonden was aan de state Hoxwier.[2]
- Golvende schildvoet: staat voor de Middelzee waar het dorp bij gelegen was.[2]
- Fleur de lis: ontleend aan het wapen van Hoxwier.[2]

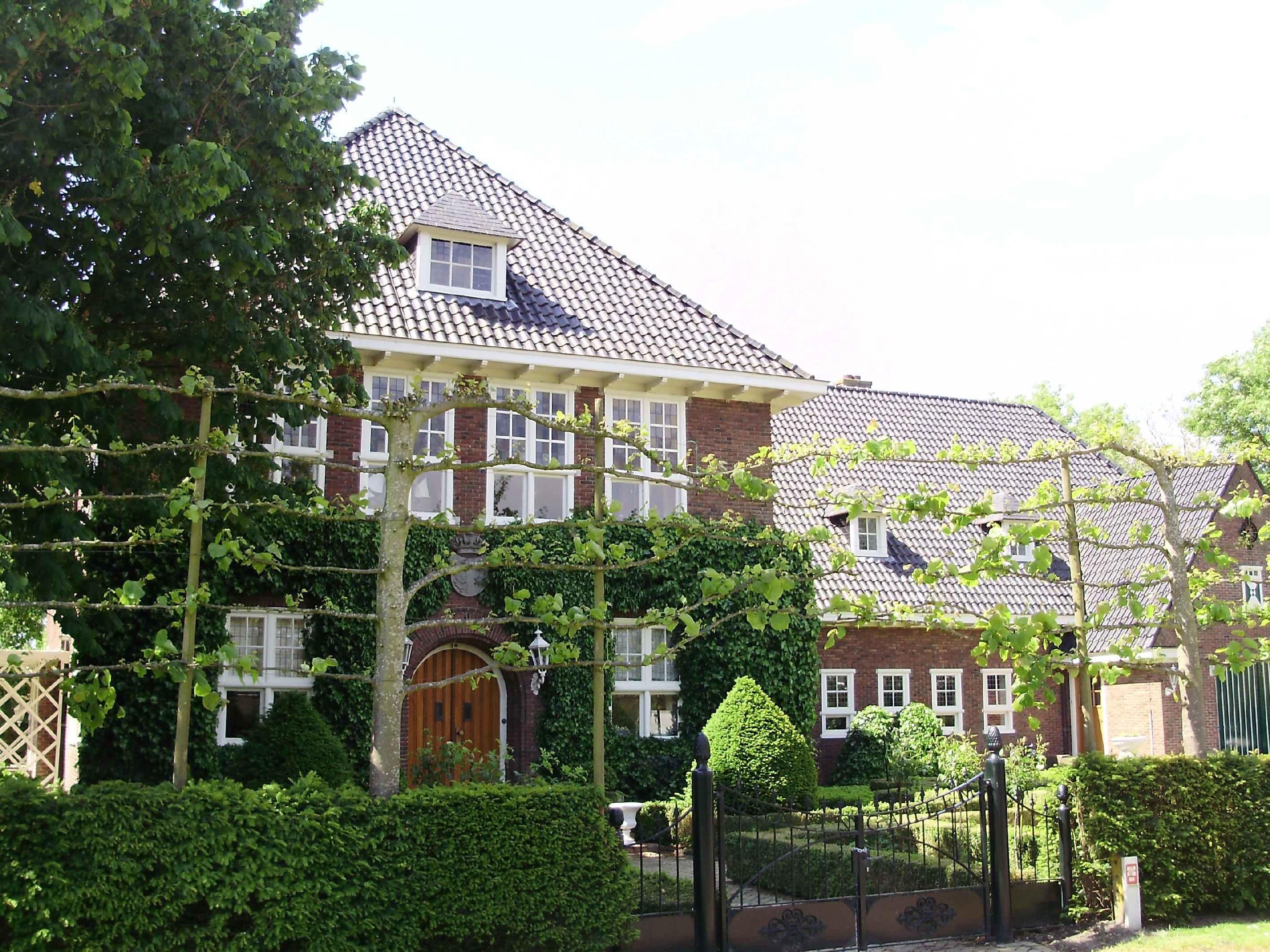
Voormalig raadhuis van Baarderadeel in Mantgum.
Het wapen van Baarderadeel.
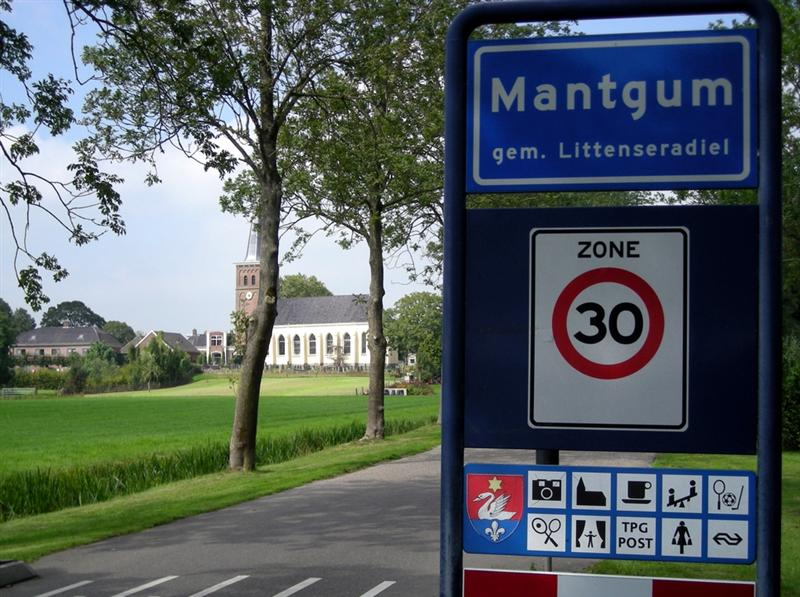
Plaatsnaambord met het wapen van Mantgum.

## Zie ook

Vlag van Mantgum